# هورفانو (نیومکزیکو)
هورفانو (به انگلیسی: Huerfano) یک منطقهٔ مسکونی در ایالات متحده آمریکا است که در شهرستان سن خوآن، نیومکزیکو واقع شده‌است. هورفانو ۶۹٫۵ کیلومتر مربع مساحت و ۱۰۴ نفر جمعیت دارد و ۱٬۸۸۸ متر بالاتر از سطح دریا واقع شده‌است.